# Le Landin
 Le Landin  là một xã thuộc tỉnh Eure trong vùng Normandie miền bắc nước Pháp.